# Distrito de Tarata
El distrito de Tarata es uno de los ocho que conforman la provincia de Tarata, ubicada en el departamento de Tacna en el Sur del Perú.
Desde el punto de vista jerárquico de la Iglesia católica forma parte de la Diócesis de Tacna y Moquegua la cual, a su vez, pertenece a la Arquidiócesis de Arequipa.

## Historia
El distrito fue creado en los primeros años de la República.

## Demografía
La población estimada en el año 2000 es de 4 158 habitantes.

## Autoridades

### Municipales
- 2011-2014
  - Alcalde: Dafnes Roberto Pérez Palza, del Partido Acción Popular (AP).
  - Regidores: Jesús César Chávez Nieto (AP), Gladys Rosabel Estrada Alvarado (AP), Juan Velásquez Limache (AP), Orlando Mendoza Mendoza (AP), Sebastiana Rojas Calizaya (Recuperemos Tacna).

## Festividades

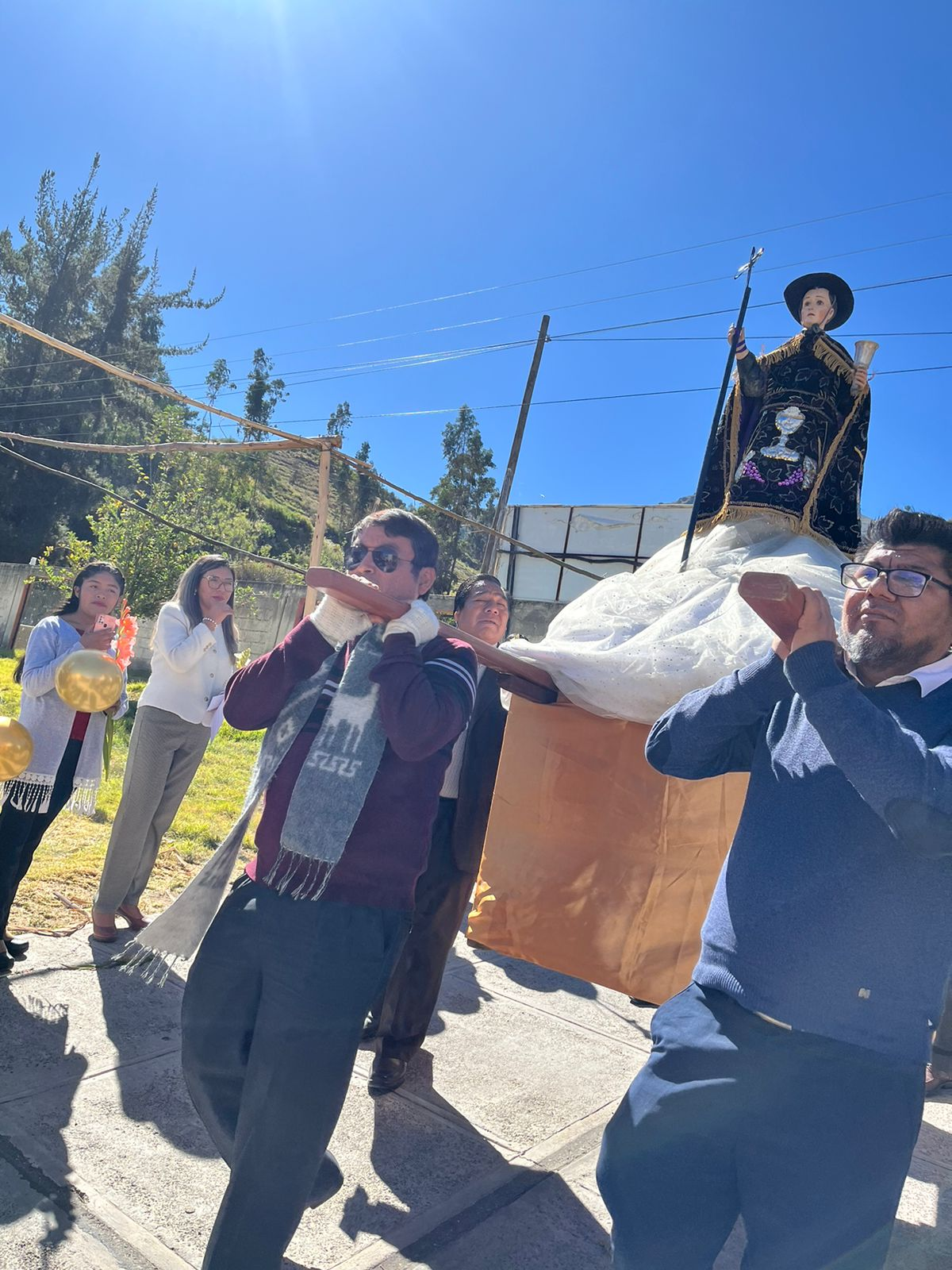
Patrono de Tarata